# Derek B
Derek B, gebürtig Derek Boland (* 15. Januar 1965 in London; † 15. November 2009 ebenda) war ein britischer Rapper und zu Lebzeiten der kommerziell erfolgreichste nationale Hip-Hop-Künstler.

## Leben
Boland begann im Alter von 15 Jahren, als Mobildisco-Jockey Platten aufzulegen. Aufgrund seines Interesses an den Londoner Piratensendern schloss sich Derek B den Sendern LWR und Kiss FM an und gründete später mit einem Freund einen eigenen Piratensender WBLS. Dies ließ die Bekanntheit des DJs in London steigen. Der zu dieser Zeit bei BBC Radio 1 arbeitende DJ Froggy vermittelte Derek B verschiedene Techniken der Arbeit als DJ. Derek B begann daraufhin Platten auf Partys aufzulegen.
1987 stieg Derek B bei dem 1986 von Chris France, Simon Harris und DJ Froggy gegründeten Label Music of Life ein. Für eine Compilation des Labels, die unter dem Titel Def Beats 1 veröffentlicht wurde, nahm Derek B unter dem Namen DJ Derek B & MC EZQ das Lied Rock The Beat auf. Boland übernahm dabei sowohl die Rolle des DJs, als auch die des Rappers. Rock the beat wurde später noch einmal als 12″ veröffentlicht.
Derek B veröffentlichte im Anschluss die Singles Get Down und Good Groove. Good Groove konnte dabei Platz 16 der britischen Single-Charts erreichen. Boland erreichte durch seinen Erfolg eine erhöhte Radio-Präsenz und trat als einer der ersten Hip-Hop-Künstler in der Sendung Top of the Pops auf. Als Derek B seine ersten Erfolge feiern konnte, herrschte im Vereinigten Königreich noch keine Infrastruktur für Hip-Hop. In der bereits vorhandenen Szene stieß Bolands Erfolg auf Ablehnung. Dies lässt sich unter anderem darauf zurückführen, dass der Musiker sowohl das Vokabular, als auch den Slang der aus New York stammenden Rapper benutzte.
Durch seine Arbeit bei Music of Life brachte Boland die Hip-Hop-Musiker MC Duke, Demon Boyz und Hijack zu dem Label. Hijack wurde später von Ice-T unter Vertrag genommen. Derek B arbeitet im Folgenden als Produzent und Remixer unter anderem für Eric B. & Rakim, Cookie Crew und Big Daddy Kane.
Nach dem Erfolg von Good Groove wurde Derek B von Russell Simmons’ Managementfirma Rush Artist Management unter Vertrag genommen. 1988 veröffentlichte Boland das Album Bullet from a gun über Tuff Audio. Dieses wurde zu seinem erfolgreichsten Tonträger. Es stieg in die US-amerikanischen Charts ein und konnte in Großbritannien Goldstatus erreichen.
Boland ging im Folgenden mit Run DMC und Public Enemy auf Welttournee und bildete auf Konzerten den Support für LL Cool J, Fat Boys und Salt’N’Pepa. Im Juni 1988 trat er beim Nelson-Mandela-Tribute-Konzert auf, unter anderem mit Eric Clapton, Whitney Houston und Stevie Wonder. Dort präsentierte er im ausverkauften Wembley-Stadion und vor einer hohen Zahl von Fernsehzuschauern das Musikstück Free Mandela.
Am Morgen des 15. November 2009 starb Boland an einem Herzinfarkt.

## Diskografie
Singles
- 1987: Get Down
- 1988: Goodgroove (UK #16)
- 1988: Bad Young Brother (UK #16)
- 1988: We Got the Juice (UK #56)

Alben
- 1988: Bullet from a gun